# Панфилович, Василий Станиславович
Панфилович Василий Станиславович, врач, католик, из дворян, родился в Могилевской губернии 5-го декабря 1814 г., умер в марте 1854 года. Панфилович получил врачебное образование в С.-Петербургской Медико-Хирургической Академии, в которую поступил 1-го сентября 1833 г. казеннокоштным воспитанником. 20-го июля 1838 г. он окончил курс со званием лекаря 1-го отделения и был награждён золотой медалью, а кроме того, получил 100 p. за исправление должности ординатора хирургической клиники Академии; 17-го августа того же 1838 года Панфилович был назначен врачом в Учебную артиллерийскую бригаду, а через год — репетитором частной терапии при Медико-Хирургической Академии в помощь профессору О. Ф. Калинскому (а не Экку, как ошибочно указывает П. Крестовский). Эту должность он исполнял с 31-го июля 1839 г. по 6-е сентября 1843 г.; 14-го сентября 1842 г. он получил в Академии звание штаб-лекаря. С 1846 до 1848 г. Панфилович исполнял обязанности врача при двух ротах С.-Петербургского арсенала (на Выборгской стороне), а в 1848 г. безвозмездно исполнял такие же обязанности при С.-Петербургской артиллерийской лаборатории; 21-го апреля того же года академическая Конференция признала его доктором медицины. В следующем году Панфилович вернулся во 2-ю Учебную бригаду; а в 1854 г. умер от тифа.
Панфилович напечатал: составленные им «Терапевтические записки О. Ф. Калинского», СПб., 1842 г., 8°; «О горячках вообще» («Военно-Мед. Журн.» 1843 г., ч. 42, II и III); «Лечение сифилитической болезни Ганнемановской ртутью (subnitritas hydrargyri ammoniacatus)» — Там же, 1845 г., ч. 46, II; «De tuberculoseos chronicae physiologia, vel pathogenia proussus tuberculosi». Докт. диссерт. СПб., 1849, 8°; "Патогения бугорков и обыкновенных их сопряжений, так называемой жирной печени и зернистой почки (morbus Brighti) — «Зап. Дуб.» 1849 г., 2, I, 29; "Hiperemia (sic) pulmonum suffocativa, vel asthma adultorum — «Друг Здравия» 1852 г., ч. 15.